# Фокс Амфу
Фокс Амфу (фр. Fox-Amphoux) насеље је и општина у Француској у региону Прованса-Алпи-Азурна обала, у департману Вар која припада префектури Брињол.
По подацима из 2011. године у општини је живело 467 становника, а густина насељености је износила 11,46 становника/km². Општина се простире на површини од 40,76 km². Налази се на средњој надморској висини од 540 метара (максималној 691 m, а минималној 376 m).

## Демографија
| 1962. | 1968. | 1975. | 1982. | 1990. | 1999. | 2011. |
| ----- | ----- | ----- | ----- | ----- | ----- | ----- |
| 205   | 229   | 248   | 287   | 349   | 375   | 467   |

График промене броја становника у току последњих година